# 若季諾
若季諾（羅馬化：Žodzina，發音：[ˈʐodzʲina]，發音：[ˈʐodʲɪnə]）是白俄羅斯的城市，位於鲍里索夫西南15公里，距離首都明斯克50公里，由明斯克州負責管轄，面積19平方公里，海拔高度250米，始建於1643年，2010年人口61,800。

## 友好城市
- 法國 韦尼雪

## 外部連結
- （俄文） Zhodzina official website